# Fiat 319
Le châssis d'autocar Fiat 319 est un modèle destiné aux carrossiers spécialisés argentins pour des autocars de ligne desservant les très longues distances, fabriqué par le constructeur argentin Fiat V.I. Argentina à partir de 1971.

## Histoire
Le Fiat 319 a été le second châssis pour autocar/autobus produit par Fiat V.I. en Argentine et destiné, comme cela était la coutume à l'époque, aux carrossiers industriels spécialisés qui réalisaient la carrosserie et l'aménagement intérieur selon les désirs et besoins des compagnies de transport.
Le Fiat 319 connaitra 3 versions :
- Fiat 319 NB, fabriqué de 1971 à 1973 à 18 exemplaires,
- Fiat 319 NA, fabriqué de 1972 à 1976 à 85 exemplaires,
- Fiat-Iveco 319 NA, fabriqué de 1984 à 1985 à 176 exemplaires.

Les deux modèles des années 1970 ont été commercialisés uniquement en Argentine tandis que le modèles Fiat-Iveco des années 1980 a été largement exporté vers la Bolivie avec une carrosserie Cametal.
La structure de son châssis reprend celui très robuste du camion Fiat 619 et dispose d'un réservoir de carburant de 145 litres.